# Museo Fallero de Gandía
El Museo Fallero de Gandía (en valenciano y oficialmente Museu Faller de Gandia) es un museo dedicado a la interpretación de la fiesta de las fallas y con sede en Gandía (Valencia).

## Historia
El museo fue fundado el 12 de agosto de 2008,creado por iniciativa de la Federación de Asociaciones Culturales Falleras de Gandía, conocida como Junta Local Fallera.
La construcción del edificio fue financiada entre el Ayuntamiento, que asumió mediante un convenio el 49% del coste del edificio, mientras que las comisiones falleras gandienses asumían el 51% restante. Los problemas de pagos llevaron a que en 2016 se ampliara el plazo de la financiación de diez a veinte años.En 2021, los 1,8 millones de euros de deuda pendiente fueron asumidos por el Ayuntamiento, que quedó propietario del edificio.
En 2012 la Conselleria de Turismo, Cultura y Deporte, a través de su Dirección General de Patrimonio Cultural, reconoció al Museo Fallero de Gandía la condición de Museo de la Comunidad Valenciana, lo que implicaba tener unas instalaciones adecuadas para la conservación y custodia de sus fondos, así como para dar servicio a investigadores y permitir la visita del público.

## Contenido
El contenido del museo explica de una manera general la fiesta de las fallas, con énfasis en la ciudad de Gandía pero sin limitarse a ella. Realiza un recorrido histórico general sobre el origen de la fiesta. Se tratan todos los temas que rodean la actividad fallera, como la indumentaria, la pirotecnia, la literatura fallera, la música tradicional (albaes) y de banda, el asociacionismo fallero, y los monumentos, tanto sus escenas como el proceso de constructivo de la falla.
El museo presenta ninots de falla, Indumentaria valenciana tradicional, joyas vinculadas a la fiesta, libros y llibrets, instrumentos musicales tradicionales y muestras de pirotecnia.

## Sede
Se ubica en un edificio construido al afecto en la calle San Martín de Porres 29, en la ciudad de Gandía.
Se construyó en una parcela de 3000 m2 cedida por el Ayuntamiento de Gandía. La superficie construida, 4500 m2, está repartida en tres plantas. El museo en sí ocupa 400 m2. El resto del edificio alberga el centro de documentación, los despachos administrativos de la Federación de Fallas y otras instalaciones diversas (cafetería, salones, vestíbulos) que pueden ser alquiladas a otros usuarios.  El conjunto incluye un aparcamiento.